# Ревизор (конкурс)
«Ревизор» — конкурс профессионального мастерства. Это ежегодное соревнование среди профессионалов книжной отрасли, среди лучших проектов и инициатив в области книгоиздания, книгораспространения и библиотечного дела России. Конкурс учреждён в 2011 году. Награждение победителей Конкурса проходит ежегодно накануне открытия Московской международной книжной ярмарки.
Сергей Вадимович Степашин, президент Российского книжного союза:
"Литературных премий у нас много: в них мы отмечаем писателей. Но давайте говорить откровенно: без тех, кто книгу издаёт, распространяет, доносит до библиотек и читателей — без них писатель будет неизвестен. Поэтому я искренне хочу поздравить тех, кому пришла в голову эта замечательная идея — создание конкурса «Ревизор», нашего «книжного Оскар».

## Учредители конкурса
Журнал «Книжная индустрия», Российский книжный союз, Генеральная дирекция Московской международной книжной ярмарки. Конкурс проходит при поддержке Федерального агентства по печати и массовых коммуникаций, а с 2021 г. — Министерства цифрового развития, связи и массовых коммуникаций.

## Экспертный совет Конкурса
В состав экспертного совета входят: Афанасьев Михаил Дмитриевич, президент Российской библиотечной ассоциации, генеральный директор Государственной исторической библиотеки, Есенькин Борис Семёнович, президент НП «Гильдии книжников» и ТД «Библио-Глобус», Зорина Светлана Юрьевна, главный редактор журнала «Книжная индустрия», Макаренков Сергей Михайлович, генеральный директор издательства «РИПОЛ классик», Михайлова Надежда Ивановна, президент Ассоциации книгораспространителей независимых государств, Новиков Олег Евгеньевич, президент холдинга «Эксмо-АСТ», член правления Российского книжного союза, Ногина Елена Борисовна, директор Российской книжной палаты, Егор Серов, главный редактор «Радио Книга», Пуля Юрий Сергеевич, заместитель директора Департамента государственной поддержки периодической печати и книжной индустрии Министерства цифрового развития, связи и массовых коммуникаций РФ, Урушадзе Георгий Фридонович, генеральный директор Национальной литературной премии «Большая книга», директор «Центра поддержки отечественной словесности», Чеченев Константин Васильевич, президент Ассоциации книгоиздателей России и другие.

## Лауреаты конкурса

###### 2012
- «Профессионал года. Руководитель компании»: Сергей Михайлович Макаренков, генеральный директор издательства «РИПОЛ классик»
- «Издательство года»: издательство «Эксмо»
- «Книжный магазин года»: «Амиталь»; «Библио-Глобус»
- «Инновационный книжный проект»: проект «Ралли», издательство «Самокат»

###### 2013
- «Профессионал года. Руководитель компании»: Надежда Ивановна Михайлова, генеральный директор ОЦ «Московский Дом Книги»
- «Издательство года»: издательство «Эксмо»
- «Книжный магазин года»: книжный магазин сети «Амиталь» (Курск)
- «Инновационный книжный проект»: проект «Хоббитека», издательство «АСТ-Пресс»

###### 2014
- «Профессионал года. Руководитель компании»: Олег Евгеньевич Новиков, генеральный директор ИГ «ЭКСМО — АСТ»
- «Издательство года»: ИГ «Азбука-Аттикус»
- «Книжный магазин года»: «Книжный Барс» (Рязань)
- «Инновационный книжный проект»: детская книжная серия «Настя и Никита», издательство «Фома»

###### 2015
- «Профессионал года. Руководитель компании»: Михаил Викторович Иванцов, генеральный директор объединённой розничный сети «Читай-город — Новый книжный»
- «Издательство года»: издательство «РОСМЭН»
- «Книжный магазин года»: интернет-магазин «Лабиринт»
- «Инновационный книжный проект»: книжная серия «Настоящее время», издательство «РОСМЭН»
- «Событие года»: отраслевой проект «Культурная карта России. Литература. Чтение»

###### 2016
- «Профессионал года. Руководитель компании»: Александр Валерьевич Альперович, генеральный директор издательства «Clever»
- «Издательство года»: объединённая издательская группа «ДРОФА — ВЕНТАНА-ГРАФ»
- «Книжный магазин года»: «Дом книги в Беляево» (магазин сети «Московский дом книги»)
- «Инновационный книжный проект»: серия «AnimalBooks. Занимательная зоология для детей», издательство «Альпина Паблишер» совместно с Георгием Гупало и Московским зоопарком

###### 2017
- «Профессионал года. Руководитель компании»: Борис Кузнецов, генеральный директор издательства «РОСМЭН»
- «Издательство года»: АСТ, Просвещение, Мозаика-синтез
- «Журналист года»: Галина Юзефович, литературный критик, ведущая еженедельной колонки о книгах на сайте Meduza; Клариса Пульсон, литературный обозреватель «Российской газеты», «Новой газеты», журнала «Читаем вместе. Навигатор в мире книг»;
- «Книжный магазин года»: магазин «Мир Книг» книготорговой группы «ПродаЛитЪ»
- «Инновационный книжный проект»: проект «История старой квартиры», выпущенная издательством «Самокат»

###### 2018
- «Профессионал года. Руководитель компании»: Алексей Ильин, генеральный директор издательства «Альпина Паблишер»
- «Издательство года»: издательство «Альпина-Паблишер»
- «Журналист года»: Ломыкина Наталья, литературный обозреватель независимого делового журнала «Forbes» и мультимедийного холдинга «РБК», автор и ведущая программ радио Sputnik
- «Книжный магазин года (включая онлайн-сегмент)»: Интернет-магазин «My-shop.ru»
- «Инновационный книжный проект»: «Всероссийская школьная летопись»
- «Событие года»: Академия книжного бизнеса, издательство «Эксмо»

###### 2019
- «Профессионал года. Руководитель компании»: Архипова Анастасия Ивановна, заслуженный художник РФ, председатель жюри Международного конкурса «Образ книги», вице-президент Международного Совета по детской книге IBBY; Беликова Нина Егоровна, генеральный директор Дома Книги «Молодая Гвардия»
- «Герой нашего времени»: Зимин Дмитрий Борисович, российский предприниматель, соучредитель литературной премии «Просветитель»
- «Издательство года»: ИГ «Азбука Аттикус»
- «Журналист года»: Михайлов Егор, редактор раздела «Мозг» в Афише Daily
- «Книжный магазин года»: книжный магазин «Амиталь-на-Пушкинской»; книжный Магазин «Молодая гвардия»
- «Инновационный книжный проект»: «Выходи играть во двор», издательство «МОЗАИКА-СИНТЕЗ»

###### 2020
- «Профессионал года. Руководитель компании»: Короткая Наталья Дмитриевна, коммерческий директор ГУП "ОЦ «Московский Дом книги»
- «Издательство года»: издательство «Бомбора»; издательство «Время»; ТЦ «Сфера»
- «Журналист года»: Биргер Лиза, журналист, литературный критик
- «Блогер года»: Подосокорский Николай, блогер, литературный критик
- «Книжный магазин года»: книжный магазин «Метида», г. Самара, ТЦ «Мега»
- «Инновационный книжный проект»: иллюстрированные книжки для маленьких слепых детей, благотворительный Фонд «Иллюстрированные книжки для маленьких слепых детей»

###### 2021
- «Профессионал года. Руководитель компании»: Муслимов Ильяз Булатович, основатель и руководитель компании «Папирус», Шипетина Александра Гановна, директор редакции художественной литературы «Эксмо», Кашин Владимир Александрович, генеральный директор ООО «Санкт-Петербургский Дом Книги»
- «Герой нашего времени»: Ирина Рочева, организатор фестиваля «ЛитераТула», руководитель независимого книжного магазина «Свидетель» в Туле
- «Издательство года»: издательство «CORPUS»
- «Журналист года»: Кочеткова Наталья, литературный обозреватель, специальный корреспондент «Лента.ру»
- «Книжный магазин года»: книжный магазин «Подписные издания» (г. Санкт-Петербург)
- «Событие года»: открытие обновлённого Дома творчества Переделкино (АНО «Дом творчества писателей в Переделкино»)
- «Инновационный книжный проект»: книга «Неизвестное Солнце. Расследование. Чудеса. Факты. Загадки», издательство «Айар»; книга «Космос. От пылинки до галактики», издательство «DEVAR»